# LUNATIQUE (石野卓球のアルバム)
『LUNATIQUE』（ルナティーク）は、石野卓球のオリジナルアルバム。前作『CRUISE』（2010年）から約6年ぶりのリリースとなる。

## 解説
タイトルは、フランス語で「気まぐれな」、英語では「変人、狂人」という意味である。
前作（オリジナルアルバム中）の『CRUISE』はミニアルバムだったため、1999年頃から、派手めなアルバムを作ろうとしていたものの、目指していたものとは違うものができたという。
そして、2016年の初め頃、改めて聴くと良いものが多かったため、新たに音を付け加えるなどして発売した。
テーマは「官能と恍惚」で、「ドイツのアウトバーンを明け方にフォグ・ライトで走っているような感じ」をイメージしている。

## 収録曲
全作曲：石野卓球。邦題は石野卓球のTwitterより。
| #         | タイトル                                         | 作詞  | 作曲・編曲 | 時間 |
| --------- | ------------------------------------------------ | ----- | ---------- | ---- |
| 1.        | 「Rapt in Fantasy」(ファンタジーにてウットリ😍)  |       |            | 7:19 |
| 2.        | 「Fetish」(偏愛👠)                               |       |            | 6:17 |
| 3.        | 「Lunar Kick」(ルナキック👊)                     |       |            | 5:48 |
| 4.        | 「Fana-Tekk」(狂信テキ😭)                        |       |            | 7:45 |
| 5.        | 「Crescent Moon」(眉月🌙)                        |       |            | 7:19 |
| 6.        | 「Die Boten Vom Mond」(月に代わっておしえるよ🌕) |       |            | 7:14 |
| 7.        | 「Amazones」(アマゾネス軍団👩)                   |       |            | 7:38 |
| 8.        | 「Lunatique」(きまぐれ💖ルナティーキ)            |       |            | 8:02 |
| 9.        | 「Selene」(女神セレーネ🌛)                       |       |            | 5:48 |
| 10.       | 「Dawn」(黎明🌄)                                 |       |            | 5:58 |
| 合計時間: | 合計時間:                                        | 69:08 |            |      |

## 曲解説
1. Rapt in Fantasy　　　 
アルバムの中で唯一PVが作成されている曲である。曲中の泡のような音は、公式HP で聴くことが出来る。
また、この楽曲に対してTOWA TEIは、｢2016 9/1現在、卓球のRapt In Fantasyが、今年聴いた四つ打ちの曲で一番好き。今んとこ。たぶんそのまま2017年｣とTwitterで発言している[2]。
2. Fetish
3. Lunar Kick
この楽曲のベースラインは、パブリック・イメージ・リミテッドの｢アナリサ｣がモチーフになっている。
4. Fana-Tekk
5. Crescent Moon
6. Die Boten Vom Mond
7. Amazones
8. Lunatique
この楽曲に対してD.A.N.の櫻木大悟は、｢どこか賢者タイムのような感じを受けました｣と語っている。
9. Selene
10. Dawn

## その他
- アートワークは、DOMMUNE 代表の宇川直宏が手掛けている。ジャケットは、｢漫画エロトピア｣の表紙に“ハードコアレタッチ”を施して使用しており、通常版と月曜美術館仕様がある。
- また、石野自身もアルバム発売日に、DOMMUNEに前半はトーク、後半はDJとして出演している。DJは石野が手掛けてきた楽曲のみをプレイするという珍しいものになった。このとき、このアルバムからも楽曲が使用された。
- 2016年8月24日、このアルバムからRapt In Fantasy、Die Boten Vom Mond、Amazones、Dawnの4曲が「Lunar E.P. part.1」として発売。
- さらに、2016年10月26日には、このアルバムからLunar Kick、Fana-Tekk、Crescent Moon、Lunatiqueの4曲が「Lunar E.P. part.2」として発売。
- 2016年12月21日、LUNATIQUE発売から3ヶ月後、LUNATIQUE収録曲を全曲リミックスしたアルバム、『EUQITANUL』を発売。電気グルーヴ「recycled A」では曲順はそのままなのに対して、本アルバムでは曲順は逆順になっている。Die Dritte Raum、WESTBAM、TOWA TEI、Hiroshi Watanabe、DJ SODEYAMA、SUGIURUMN、agraph、Yoshinori Sunaharaなど豪華リミキサーがリミックスを手掛けている。また、「EUQITANUL」はTAKBAM名義で出した『Technomusik Ab und Zu』以来15年ぶりとなるGalactik Pizza Deliveryシリーズ最新作でもある。